# Alejo Cabalario
Alejo Cabalario (en griego: Ἀλέξιος Καβαλλάριος) fue un aristócrata bizantino, primo del emperador Miguel VIII Paleólogo.
Participó en las campañas bizantinas en Morea a principios de 1260, y fue hecho prisionero por Guillermo II de Villehardouin después de la batalla de Macriplagi (1263/1264). Al parecer fue puesto en libertad en una fecha posterior, alrededor de 1270 ocupó los cargos de doméstico de la casa imperial y fue gobernador de Tesalónica. Junto con el déspota Juan Paleólogo, dirigió un ejército bizantino contra Juan I Ducas de Tesalia, pero fue derrotado y muerto en la batalla de Neopatria (diversamente fechado en 1273-1275).